# Gora Bredihina
Gora Bredihina (englische Transkription von russisch Гора Бредихина Gora Bredichina) ist ein Nunatak im ostantarktischen Mac-Robertson-Land. In den Prince Charles Mountains ragt er unmittelbar südwestlich des Mayman-Nunataks auf.
Russische Wissenschaftler benannten ihn. Der weitere Benennungshintergrund ist nicht hinterlegt.